# Edward Lee (1er comte de Lichfield)
Edward Henry Lee, 1er comte de Lichfield (4 février 1663 – 14 juillet 1716) est un pair anglais. Il est un fervent conservateur et suit Jacques II à Rochester, dans le Kent après l'évasion du roi de Whitehall en décembre 1688. Ses enfants ont les titres de Vicomte Quarendon et Baron Spelsbury.

## Biographie
Il est le fils de Francis Lee (4e baronnet) et son épouse Elizabeth Pope, fille de Thomas Pope (2e comte de Downe), qui est plus tard la troisième épouse de Robert Bertie (3e comte de Lindsey). Son grand-père, Henry Lee, est le cousin et héritier de Henry Lee de Ditchley. Le demi-frère de son père est le poète libertin John Wilmot (2e comte de Rochester).

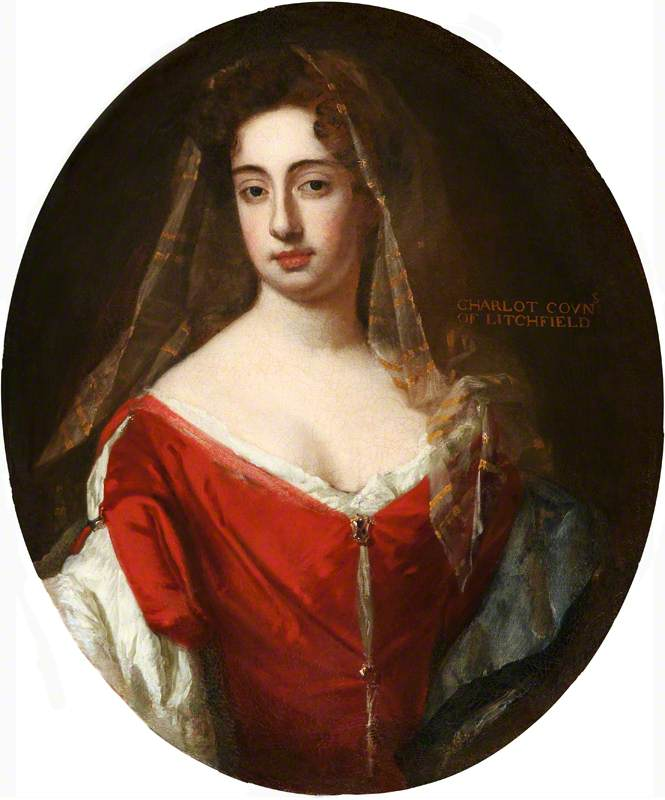
Le roi Charles II a marié sa fille, Charlotte FitzRoy à Edward Lee quand elle avait dix ans et lui onze ans, et les deux sont mariés à l'âge de treize et quatorze en 1677

Il est créé comte de Lichfield en 1674, à l'âge de onze ans, à la suite de ses fiançailles avec la fille du roi Charles II. Charlotte FitzRoy est le quatrième des six enfants nés de la maîtresse royale Barbara Palmer. D'un naturel doux et d'une beauté frappante, Charlotte est adorée par son père le roi. Elle est fiancée à l'âge de neuf ans à Lee, qui est de seize mois plus âgé que son épouse. Près de trois ans plus tard, ayant atteint la puberté, à douze et quatorze ans, ils se marient le 6 février 1677. Il est mort deux ans avant sa femme, âgée de 53 ans.
De 1687 à 1689, il sert en tant que Lord Lieutenant de l'Oxfordshire. Il commande le régiment de Lichfield, un régiment d'infanterie dans l'armée anglaise jusqu'à son licenciement pour ses sympathies Jacobite à la suite de la Glorieuse Révolution. Plus tard, il joue un rôle dans la Guerre en Irlande (1689-1691).

## Descendance
Ils ont au moins dix-huit enfants :
- Charlotte Lee (13 mars 1678 - 22 janvier 1721),
  - (1) Benedict Calvert (4e baron Baltimore), de qui elle a six enfants.
  - (2) Christopher Crowe, consul de Livourne, de qui elle a quatre enfants.
- Charles Lee, vicomte de Quarendon (6 mai 1680 - 13 octobre 1680).
- Edward Henry Lee, vicomte de Quarendon (6 juin 1681 - 21 octobre 1713).
- Le capitaine James Lee (13 novembre 1681 - 1711).
- Francis Lee (14 février 1685 - mort jeune).
- Anne Lee (29 juin 1686 - d. 1716?), mariée à N Morgan.
- Charles Lee (5 juin 1688 - 3 janvier 1708).
- George Lee (2e comte de Lichfield) (12 mars 1690 - 15 février 1743).
- Francis Henry Fitzroy Lee (10 septembre 1692 - mort jeune).
- Elizabeth Lee (26 mai 1693 - 29 janvier 1739). Mariée à
  - (1) Francis Lee, un cousin. A un fils et deux filles, l'aînée, Elisabeth (d. 1736 à Lyon) épouse Henri Temple, fils du 1er vicomte Palmerston.
  - (2) Edward Young, en 1731, l'auteur des Pensées de Nuit, de qui elle a un fils.
- Barbara Lee (3 mars 1695 - 1729), épouse de George Browne, 3e baronnet de Kiddington.
- Marie Isabelle Lee (6 septembre 1697 - 28 décembre 1697).
- Fitzroy Lee (10 mai 1698 - mort jeune).
- Le vice-amiral FitzRoy Henry Lee (2 janvier 1700 - avril 1751), le commodore gouverneur de terre-Neuve.
- William Lee (24 juin 1701 - mort jeune).
- Thomas Lee (25 août 1703 - mort jeune).
- John Lee (3 décembre 1704 - mort jeune).
- Robert Lee (4e comte de Lichfield) (3 juillet 1706 - 3 novembre 1776).